# ヤマハ・OX10A
ヤマハ・OX10A（Yamaha OX10A, やまは・おーえっくす ―）は、ヤマハ発動機が1993年のF1世界選手権参戦用にジャッドと共同開発したV型10気筒のレシプロエンジン。
本記事では同系列のOX10B (1994年)、OX10C (1995年)についても記述する。

## OX10A
ヤマハF1プロジェクトはそれまでのV型12気筒エンジンを止め、1993年からの全く新しいV10エンジンとしてOX10Aを計画した。ヤマハF1プロジェクトリーダーの木村隆昭はV10にした理由を「V12はトップチームであれば使いこなす技術力の広さがありますが、それはフェラーリなどトップチームだからできるんです。中小チームではそれは難しくやはりV10やV8の方が車は設計しやすいし、少ない予算でも可能性が生まれます。V12は高回転になるから燃料も食う。馬力が出ると熱もたくさん出るから大きなラジエーターも必要になる。重量も元々重く、操縦性にもいいことが無い。これだけのハンディを負うと去年ジョーダンで思い知らされましたから、克服するにはもっと多くの予算が必要になります。そこで新しい形式にしようという判断になった。」と述べている。
V10エンジンを作るにあたり、ヤマハはジャッドと技術提携を結んだ。ジャッドは1991年-1992年にV10エンジンでF1に参戦した経験をもっていた。この提携では基本開発はヤマハ、マネージメントをジャッドが行っている。ジャッドはレースに必要なエンジンを組み、メンテナンスを行い必要なスタッフをグランプリ現場に派遣した。この体制をヤマハが選んだのは、前年までのV12からV10という新しい形式のエンジンを作るには、ベースとなるV10エンジンを持っている所と協力したほうが良いとの結論に至り、加えてヤマハはジャッドからF1を勉強する必要があると認識していたためだった。このためOX10エンジンはベースとした「ジャッド・GV」の名称で呼ばれる場合がある。

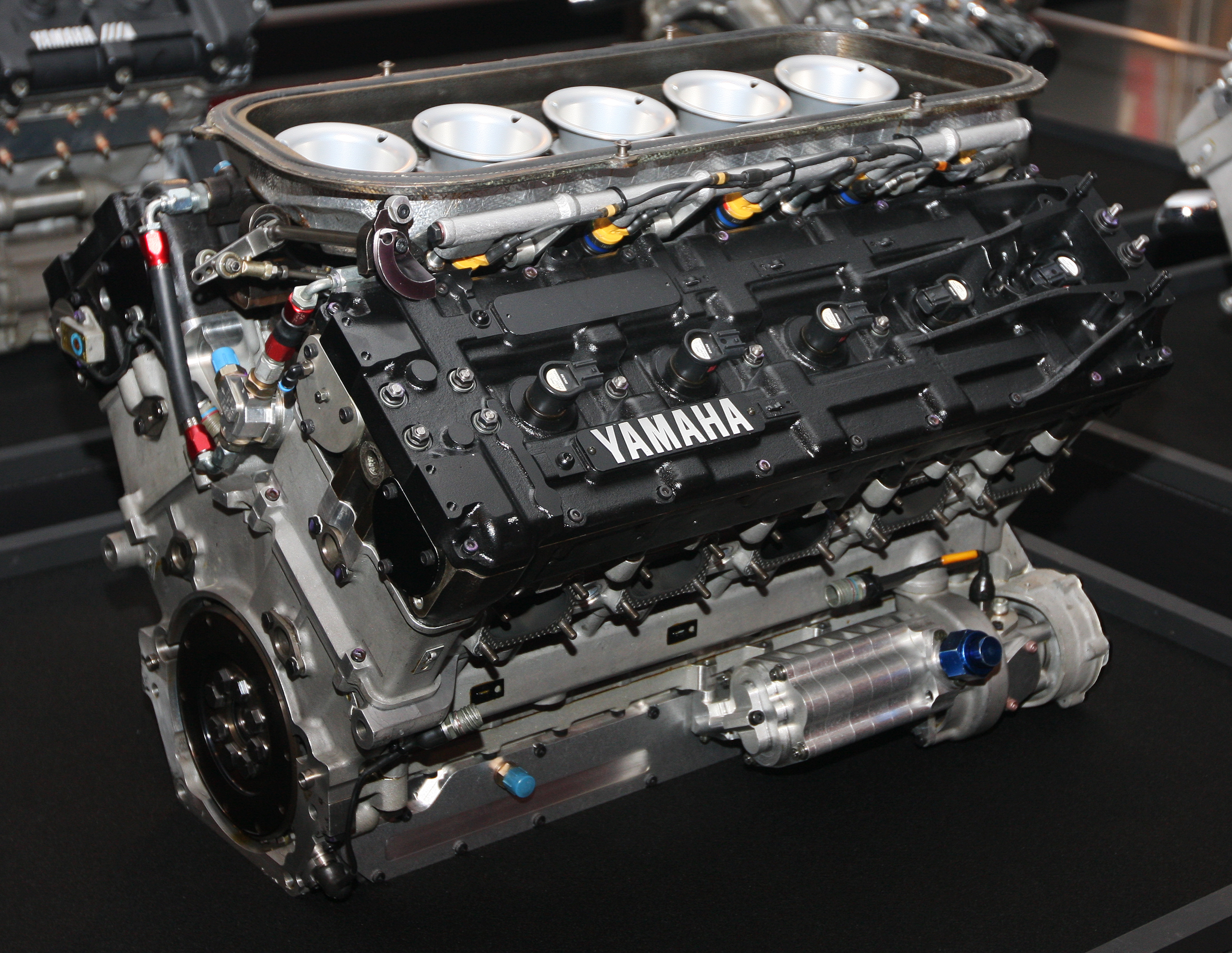
ヤマハ・OX10A

OX10Aでは、従来の金属性バルブスプリングではなく圧縮空気を使ったニューマチックバルブを採用した。そして低・高速負荷回転時にそれぞれ適切な燃料供給と空燃比設定を行うため、1気筒あたり2基のインジェクターを設けた。木村リーダーは「ジャッドのF1での経験や効率、我々ヤマハのエンジン技術と知識がうまくかみ合って、パートナーシップはとてもうまくいった。」と提携の成功を強調した。
しかし、ティレルが同年使用した3年目となる020Cの剛性劣化、新設計され6月に完成した021のリアモノショックサスペンションの失敗などにより成績は残せず、マシン設計者のマイク・コフランがシーズン半ばにしてチームから去ってしまうなど開発テストすら行われない状況となった。ヤマハは同シーズンを貴重な実戦テストが得られる機会と割り切るしかなかった。

### バージョン
- スペックA,B,C,D：'93年第1戦 – 第3戦に投入。初期仕様からスペックDまでは吸気系の改良を行った。特にニューマチックバルブの信頼性向上と、エア消費量の低減に注力。当初3本搭載していたエアボンベを1本で賄えるまでに改善した。
- スペックE：'93年第4戦 - 第5戦に投入。フリクションロスを低減し、高回転化を図るため内部パーツの軽量化と形状の見直しの徹底。
- スペックF：'93年第6戦 - 第9戦に投入。スペックEから継続の改良。
- スペックG：'93年第10戦 - 第14戦に投入。内部フリクションロスのさらなる低減、高回転化。燃焼室の形状変更により燃焼効率を高めた。
- スペックH：'93年第15戦 - 第16戦に投入。高回転化に対応する吸気ポートの形状変更、バルブ形状の見直し。'94年の開幕戦、第5戦、第6戦でも使用された。

## OX10B
1993年シーズン終了後、ティレルにハーベイ・ポスルスウェイトが復帰し、1994年に向けてティレル・ヤマハの立て直しが始まった。ヤマハの木村リーダーは「ハーベイの加入が大きかった。彼の加入は技術面だけでなく、チームをけん引する意味でも良い影響があった。」と前年との違いを述べている。前年リジェに在籍し、時の最強エンジンであるルノーV10に1年間乗っていたマーク・ブランデル（ウィリアムズ・ルノー、マクラーレン・ホンダのテストドライバー歴も持つ）のティレル・ヤマハ加入が決まり、彼が初めてティレル・ヤマハ（021）をテストした際に木村は「ヤマハのOX10Aエンジンには何が足りない？」と真っ先に質問したところ、「まず最初に、パワーが足りない」と即答された。そこで「じゃあその次は何が足りない？」と聞くと、「低回転でのトルクの出方が急激な印象だ。ちょっとドライブしにくい。」との意見が返ってきたという。これを受け改善に着手、ティレル・022に搭載されて1994年第2戦パシフィックGP予選から、OX10Aのベーシックな部分を見直した'94年用エンジン「OX10B」が投入された。
同年は序盤の重大事故多発により5月以降FIAにより多くの技術レギュレーション変更が即時に断行された。これによりエンジンに空気を送るエアボックスの除去と燃料を市販ガソリンとすることを強いられた。エアボックスの実質廃止政策について木村は「馬力は落ちますが、ものすごく落ちるという事でもない。エアボックスの効果が出るような高速の所、高回転域ではパワーが3%くらい下がりました。でも下の方にはそんなに影響がなかった。」と証言する。また翌1995年から排気量が3500ccから3000ccへの引き下げが発表されたが、「500cc程度の違いはエンジン形式には影響しません。この変更であればどのエンジンメーカーも撤退などとは言わないだろうし、公平な良い改革だと思います。マシン重量が引き上げられたとしても、それなりの対処を考えています。トルク型のエンジンにするとか、可変トランペットもひとつの案としてあります。」とさほど心配していないと述べた。実際に市販燃料の使用規制でヤマハが受けた影響は他メーカーのような深刻なものではなかった。
第5戦スペインGPでブランデルが3位でフィニッシュし、ヤマハエンジン初のF1表彰台を獲得した。ブランデルは開幕前テストからエンジンがかなり進歩したとコメントし、「ルノー・RS5エンジンと遜色ないポテンシャルがある。」と述べた。

### バージョン
- スペックJ : ’94年第2戦予選から投入。
- スペックJ2 ：'94年第4戦から投入。わずかに高回転側に振られた仕様で、予選と決勝に使用された。しかし信頼性に不安な点があったために第5戦と第6戦ではOX10AのHスペックが使用された。
- スペックK1 : '94年第12戦イタリアGPより投入。吸気系バルブ開閉時期の見直しにより中・高速の出力向上、ドライバビリティの向上を狙った。
- スペックK2 : '94年第12戦イタリアGP予選に投入。高回転域を重視しさらなる性能アップを目指しスペックK1を改良。フリクション低減を確認。
- スペックU : '94年第15戦日本GPより投入。「U」はULTIMATE(究極)のUであり、片山右京（UKYO）のUでもあった[4]。トップエンドの向上を狙いバタフライタイプのスロットルバルブを採用。

## OX10C
1995年からのレギュレーション改定によりエンジン排気量が3000ccへと引き下げられたことに対応したエンジンで、前年使用されたOX10Bの改修版（3000ccへの排気量縮小に対応したストローク量のダウン）である。ジャッド・HVエンジンとも呼ばれる。ティレル・023に搭載された。Aスペックは1995年開幕戦と第2戦に使用され、その後はスペックBとの併用となった。
1996年からは後継のOX11Aが投入された。

### バージョン
- スペックB : '95年第3戦サンマリノGP予選に投入。同GP決勝では使用せず、決勝で使われたのは第5戦モナコGPが初となった。第11戦ベルギーGPまでの主力エンジン。エンジン内部パーツを見直し、軽量化することでフリクション低減が図られた。
- スペックC : '95年第11戦ベルギーGPの予選で初使用され、第12戦イタリアGPで決勝レースに投入。以後日本GPまで主力エンジンとして使用。マニホールドの形状変更など吸気系の見直し、動弁系のパーツ材質変更により軽量化を図った[5]。

## スペック
（カッコ内は1995年3000cc規定後）
- 全長×全幅×全高 : 622.5mm×555mm×417mm
- シリンダーレイアウト : 72度V型10気筒
- 排気量 : 3,497cc　(2,996cc)
- 出力 : 700馬力以上 (680馬力)
- 重量 : 125kg 以下　(130kg）
- バルブ環境 : ニューマチックバルブ
- 燃料供給システム : ザイテック
- 点火システム : ザイテック
- 燃料・潤滑油 : BP  (アジップ)
- スパークプラグ : NGK

## 成績
- OX10A 予選最高位13位・決勝最高位10位 (1993年,ティレル・020C / ティレル・021に搭載) コンストラクターズランキング12位
- OX10B 予選最高位5位・決勝最高位3位 (1994年,ティレル・022に搭載) コンストラクターズランキング7位
- OX10C 予選最高位7位・決勝最高位5位 (1995年,ティレル・023に搭載) コンストラクターズランキング9位